# تأين تلقائي جزيئي
تأين تلقائي جزيئي (بالإنجليزي: Molecular autoionization) هو تفاعل بين جزيئات مادة ما لإنتاج الأيونات من رابطة تساندية دون تغير عدد الأكسدة .

## أمثلة
بروتيكية Protic
2H2O  H3O+ + OH-
2NH3  NH4+ + NH2-
2H2SO4  H3SO4+ + HSO4-
3HF  H2F+ + HF2-
غير بروتكية Non-protic
2PF5  PF6- + PF4+
2SO2  SO32- + SO2+
4AlCl3  3 AlCl4- + Al3+
يحدث التأين التلقائي في الغازات , مادة صلبة والمواد السائلة